# Celleporaria agglutinans
Celleporaria agglutinans är en mossdjursart som först beskrevs av Hutton 1873.  Celleporaria agglutinans ingår i släktet Celleporaria och familjen Lepraliellidae. Inga underarter finns listade i Catalogue of Life.